# 薩維人
薩維人，是分布印尼西巴布亞省的巴布亞人部落，直到20世紀50年代仍有食人和獵首的習俗。人口約4900人。
現在他們多信仰基督教，而且在1972年建立了世界最大的原木圓形建築供本族基督徒聚會。